# باکتریوسین
باکتریوسین‌ها (به انگلیسی: Bacteriocins) پپتیدها یا پروتئین‌های ضد باکتریایی ریبوزومی هستند که توسط باکتریها برای مهار یا نابودی گونه‌های نزدیک به خود تولید می‌شوند. این ترکیبات در مقایسه با آنتی‌بیوتیک‌های سنتی، طیف فعالیت محدودتری دارند و به عنوان عوامل زیستی ایمن در صنایع غذایی و پزشکی مورد توجه قرار گرفته‌اند.

### تاریخچه
کشف باکتریوسین‌ها به سال ۱۹۲۵ توسط آندره گراتیا بازمی‌گردد. او هنگام مطالعه بر روی رقابت بین سویه‌های اشریشیاکلی، ترکیبی به نام کولیسین را شناسایی کرد که توسط یک سویه علیه سویه دیگر ترشح می‌شد. این کشف پایه‌ای برای مطالعات بعدی در زمینه اکولوژی میکروبی و توسعه عوامل ضد باکتریایی شد. در دهه ۱۹۴۰، نیسین به عنوان اولین باکتریوسین تجاری از لاکتوکوکوس جداسازی شد و تأییدیه FDA را در ۱۹۶۹ دریافت کرد.

### طبقه‌بندی
باکتریوسین‌ها بر اساس ساختار، مکانیسم عمل و منشأ باکتریایی به چهار گروه اصلی تقسیم می‌شوند:
| کلاس                                        | ویژگی‌های ساختاری                                                 | مثال‌ها                 | مکانیسم عمل                                                          |
| ------------------------------------------- | ---------------------------------------------------------------- | ---------------------- | -------------------------------------------------------------------- |
| کلاس I (باکتریوسین‌های اصلاح‌شده پس از ترجمه) | وزن مولکولی کم (<5 kDa) حاوی حلقه‌های تیواتر اصلاحات پس از ترجمه  | نیسین سوبتیلین         | اتصال به لیپید II و مهار سنتز دیواره سلولی تشکیل منافذ در غشای سلولی |
| کلاس II (پپتیدهای گرمادوست)                 | وزن مولکولی کم (<10 kDa) مقاوم به حرارت بدون اصلاحات پس از ترجمه | پدوکین PA-1 انتروسین A | تخریب پتانسیل غشایی ایجاد منافذ در غشا                               |
| کلاس III (پروتئین‌های بزرگ حساس به حرارت)    | وزن مولکولی بالا (>30 kDa) حساس به حرارت ساختار پروتئینی پیچیده  | هلیوستین ۴۲۰ کولیسین V | تخریب دیواره سلولی تداخل با فرایندهای متابولیک                       |
| کلاس IV (باکتریوسین‌های کمپلکس)              | حاوی اجزای لیپیدی یا کربوهیدراتی ساختار ناهمگن                   | لوکوسین A لاکتوسین 27  | اختلال در عملکرد غشای سلولی مهار سنتز ماکرومولکول‌ها                  |

### مکانیسم‌های عمل
باکتریوسین‌ها از طریق روش‌های زیر باکتری‌های هدف را مهار می‌کنند:  
- تخریب غشای سلولی: ایجاد کانال‌های نفوذپذیر در غشا (مثال: نیسین).  
- مهار سنتز دیواره سلولی: اتصال به پیش‌ماده لیپید II و ممانعت از تشکیل پپتیدوگلیکان.  
- تداخل با فرایندهای درون سلولی: مانند مهار رونویسی یا ترجمه.

### کاربردها
صنایع غذایی
- نگهدارنده طبیعی: نیسین (E234) در پنیر، گوشت و کنسروها برای مهار لیستریا و کلوستریدیوم‌ها استفاده می‌شود.[۶]
- بسته‌بندی فعال: ترکیب باکتریوسین‌ها در فیلم‌های پلیمری برای افزایش ماندگاری.

#### دامپزشکی
- باکتریوسین‌ها به عنوان جایگزین ایمن برای آنتی‌بیوتیک‌های متدول در مدیریت بیماری‌های دامی مورد مطالعه قرار گرفته‌اند:
- کنترل پاتوژن‌های پرندگان: استفاده از باکتریوسین‌های تولیدشده توسط لاکتوباسیلوس برای مهار سالمونلا در جوجه‌های گوشتی.[۷]
- پیشگیری از ورم پستان در گاو: کاربرد نیسین در فرمولاسیون ضدعفونی‌کننده‌های پستان برای کاهش آلودگی به استافیلوکوکوس.[۸]
- افزایش رشد حیوان(دام): ترکیب باکتریوسین‌ها در خوراک دام برای تعدیل میکروبیوم روده و بهبود جذب مواد مغذی.[۹]

#### پزشکی
- جایگزین آنتی‌بیوتیک‌ها: مهار پاتوژن‌های مقاوم مانند MRSA و VRE.
- درمان سرطان: برخی باکتریوسین‌ها مانند پدوکین در القای آپوپتوز سلول‌های سرطانی مؤثرند.[۱۰]

#### گیاه‌پزشکی
- محافظت گیاهان: استفاده از باکتریوسین‌های تولیدشده توسط سودوموناس‌ها برای کنترل بیماری‌های گیاهی.

### مزایا نسبت به آنتی‌بیوتیک‌ها
- کاهش مقاومت باکتریایی: هدف‌گیری اختصاصی گونه‌ها، فشار انتخابی کمتری ایجاد می‌کند.
- تجزیه سریع در محیط: کاهش تجمع در اکوسیستم.   - سازگاری با میکروبیوتای بدن: عدم آسیب به فلور طبیعی.[۱۱]

### چالش‌ها و محدودیت‌ها
- پایداری کم در شرایط فیزیولوژیک: حساسیت به pH و آنزیم‌های پروتئولیتیک.
- هزینه بالای تولید صنعتی: نیاز به بهینه‌سازی فرایندهای تخمیر و خالص‌سازی.
- محدودیت طیف اثر: نیاز به ترکیب با سایر عوامل ضد میکروبی برای افزایش کارایی.

### پژوهش‌های نوین
- مهندسی پپتیدها: اصلاح ساختاری برای افزایش پایداری و گسترش طیف اثر.
- سیستم‌های رهاسازی هدفمند: استفاده از نانوحامل‌ها برای انتقال به بافت‌های خاص.[۱۲]